# Скорботний Ісус (Сатанів)
Скорбо́тний Ісу́с — найдавніший в Україні пам'ятник, присвячений жертвам, які загинули від рук козацько-татарського війська під час повстання Богдана Хмельницького. Встановлено в містечку Сатанів (нині селище міського типу Городоцького району Хмельницької області). Збудований на кошти коронного гетьмана Мартина Калиновського.
Датується пам'ятник 1653 роком. Нині стоїть на території лікарні.

## Історія пам'ятника
У вересні 1653 року козацьке військо підійшло до Сатанова, тоді одного з найбагатших міст Поділля. Містечко оточували потужні мури, проте городяни самі відчинили ворота перед армією Хмельницького. Не здався лише гарнізон Сатанівського замку. Незабаром гарнізон замку разом із мирними жителями (поляками та українцями-уніатами), що ховалися за його стінами, був винищений козаками. Після того, як Сатанів був відбитий військом коронного гетьмана Мартина Калиновського, за підтримку повстанців все православне населення Сатанова засудили до страти. Пізніше суд пом'якшив вирок — стратили лише кожного десятого, незважаючи на стать і вік.
На згадку про визволення Сатанова від бунтівників і про жертви різанини, вчиненої козаками, Мартин Калиновський наказав побудувати пам'ятний знак — на чотириметрову колону встановили скульптуру скорботного Ісуса (остання близько 1 м заввишки).

## Опис
Фігура Христа виконана у наївно-примітивістському стилі, мабуть, її автором був хтось із місцевих умільців. Відштукатурена цементом колона-постамент дисгармонує з покритою лишайником старовинною скульптурою. Достеменно невідомо, чому монумент спорудили не в центрі міста на ринковій площі чи біля костелу. Ймовірно, що пам'ятник поставили на братській могилі захисників замку. Нині пам'ятник стоїть на задвірках селищної лікарні.